# Дуб Грюневальда
Дуб Грюнвальда — ботанический памятник природы Украины, экземпляр дуба возрастом 800—900 лет, называемый самым старым дубом Киева. Находится в Конча-Заспе, на 27-м километре Столичного шоссе на территории пансионата «Жовтень». Дуб имеет обхват ствола 7 метров и высоту 20 метров. Назван в честь немецкого художника М. Грюневальда, писавшего сказочные и фантастические деревья. Кроме того название дерева, согласно документам, это отсылка к Грюнвальдской битве
В 2009 году дуб Грюнвальда по инициативе Киевского эколого-культурного центра взят под государственную охрану и внесён в Природно-заповедный фонд Украины.
Дуб имеет большое дупло, в котором до взятия под охрану разводили огонь, от чего дерево сильно пострадало. С 2009 года проводятся мероприятия по спасению дерева.
В 2010 году дуб Грюнвальда стал первым деревом, награждённым званием «Национальное дерево Украины», по итогам одноимённого конкурса Государственной службы заповедного дела Минприроды Украины и Киевского эколого-культурного центра в номинации «Эстетически ценное дерево».

## Галерея

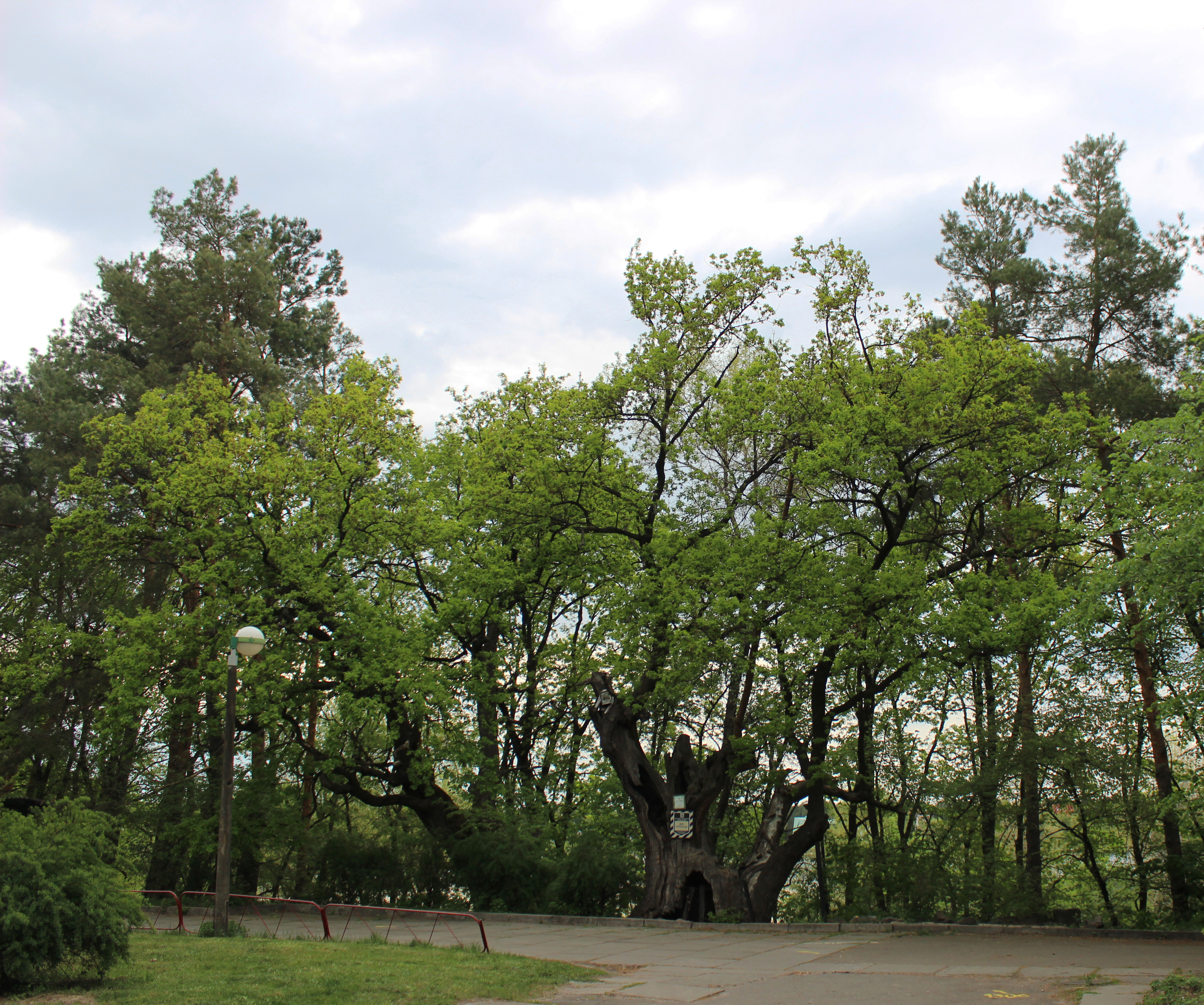
Общий вид
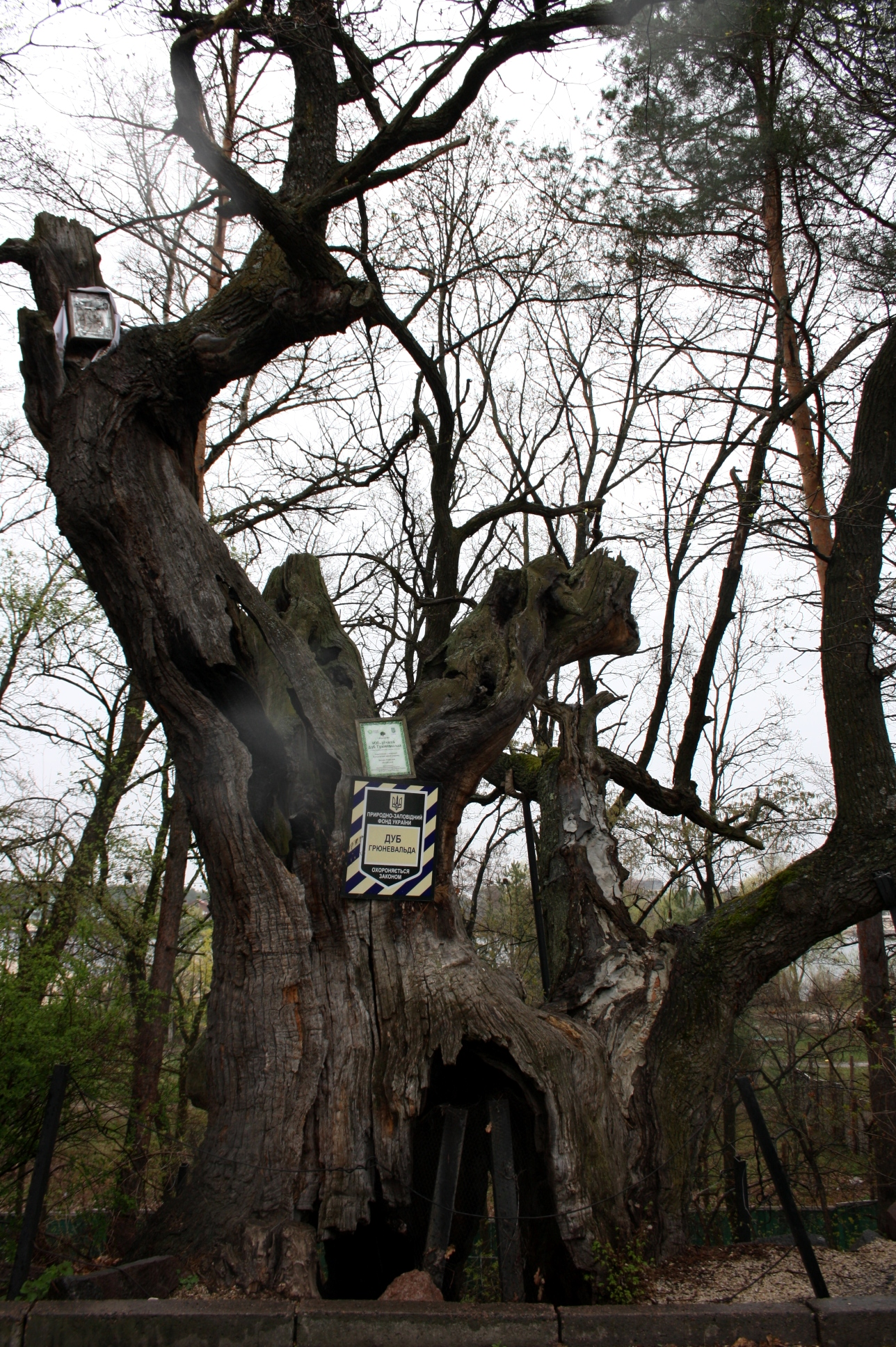
Ствол
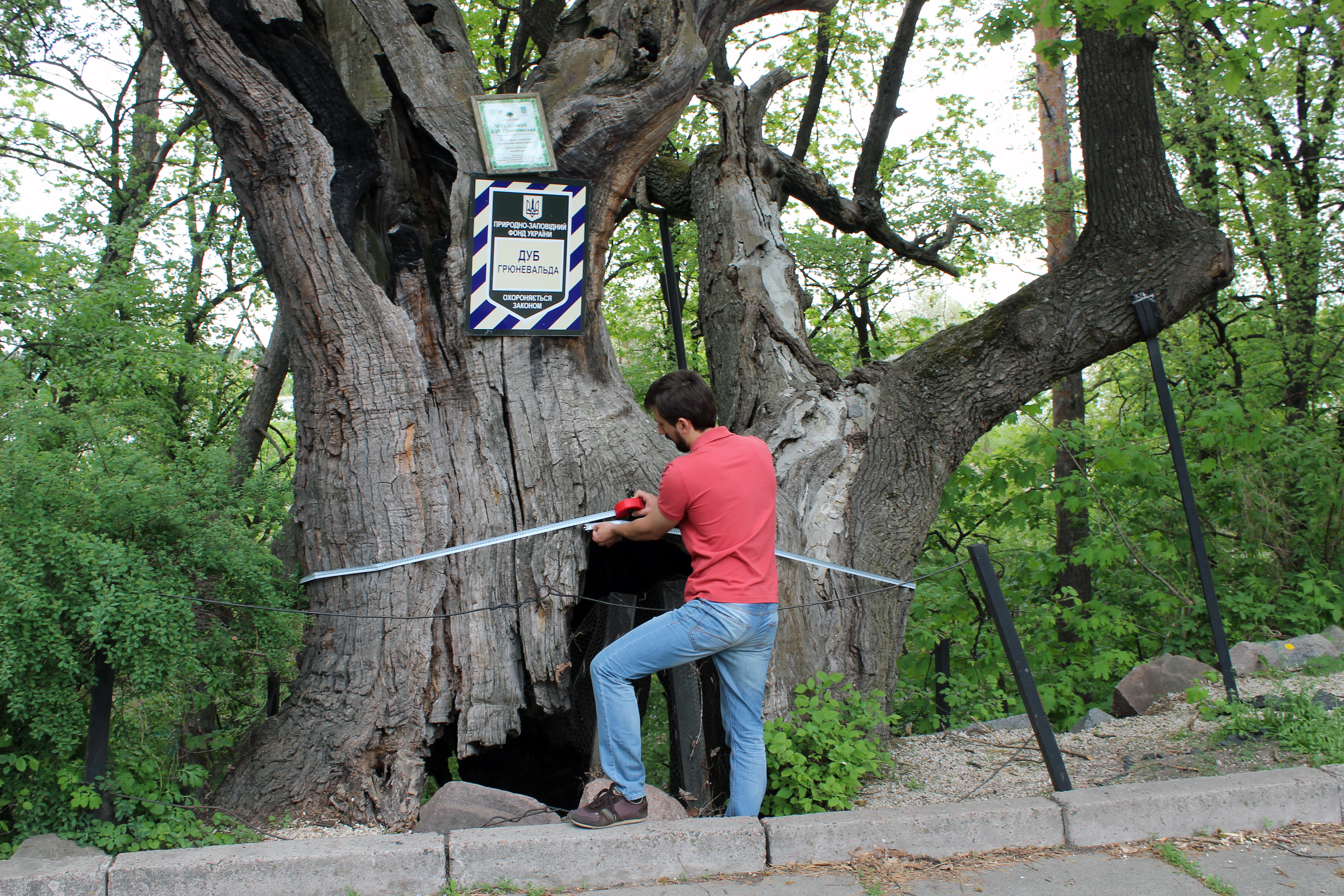
Обмер дуба
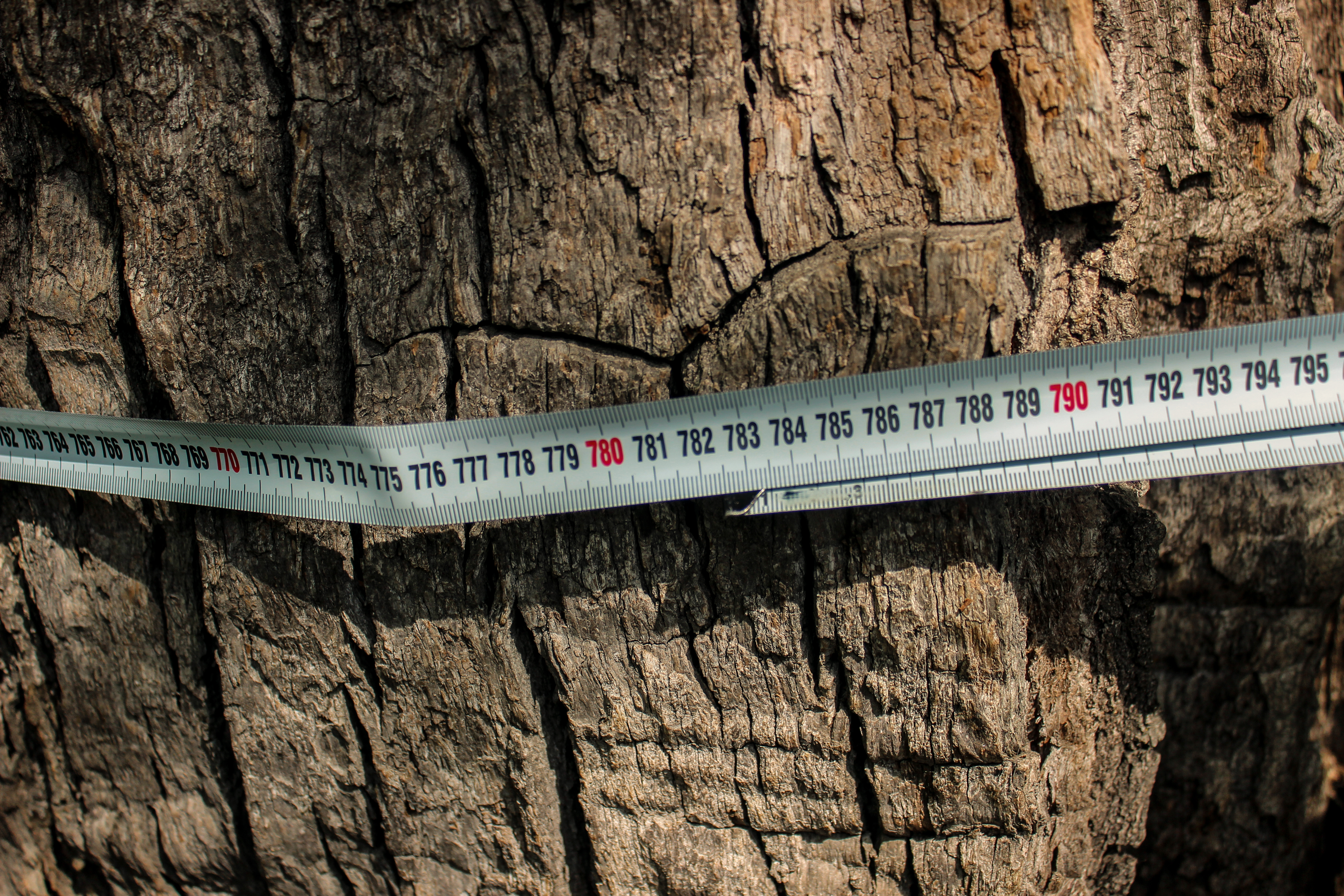
Обхват
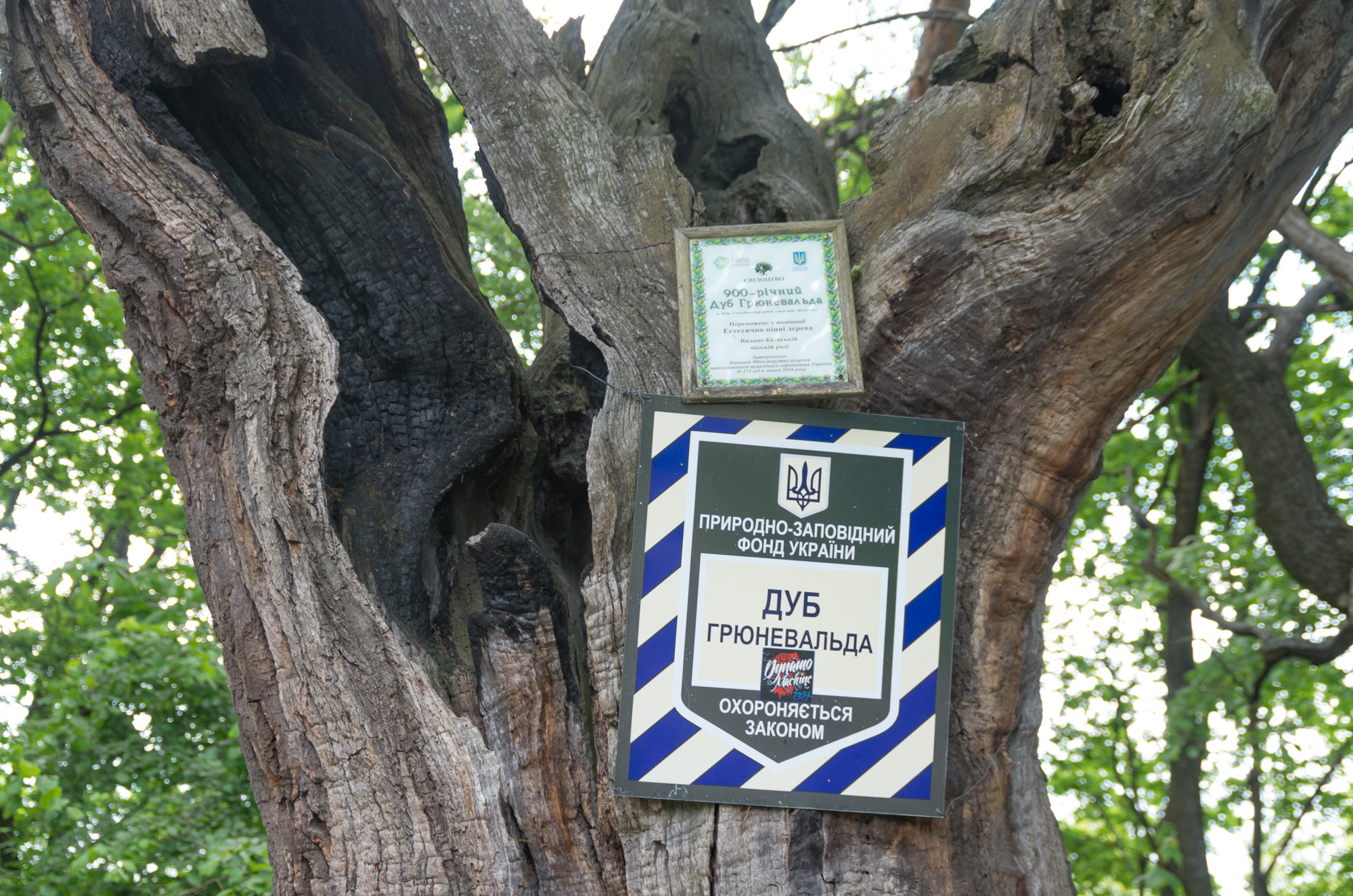
Таблички
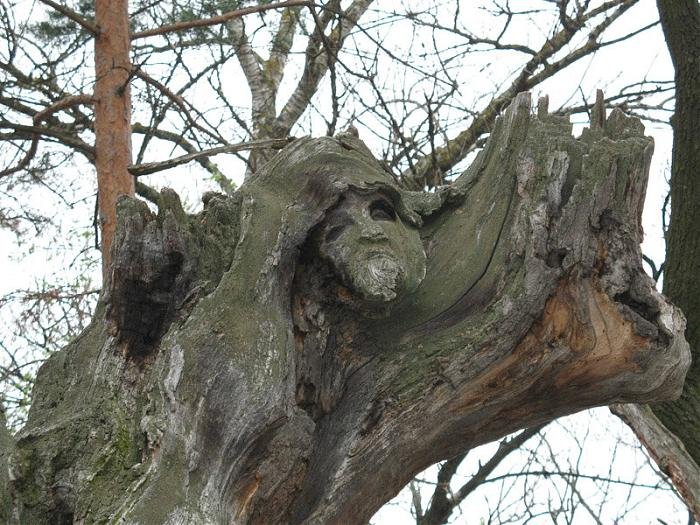
Фрагмент дуба
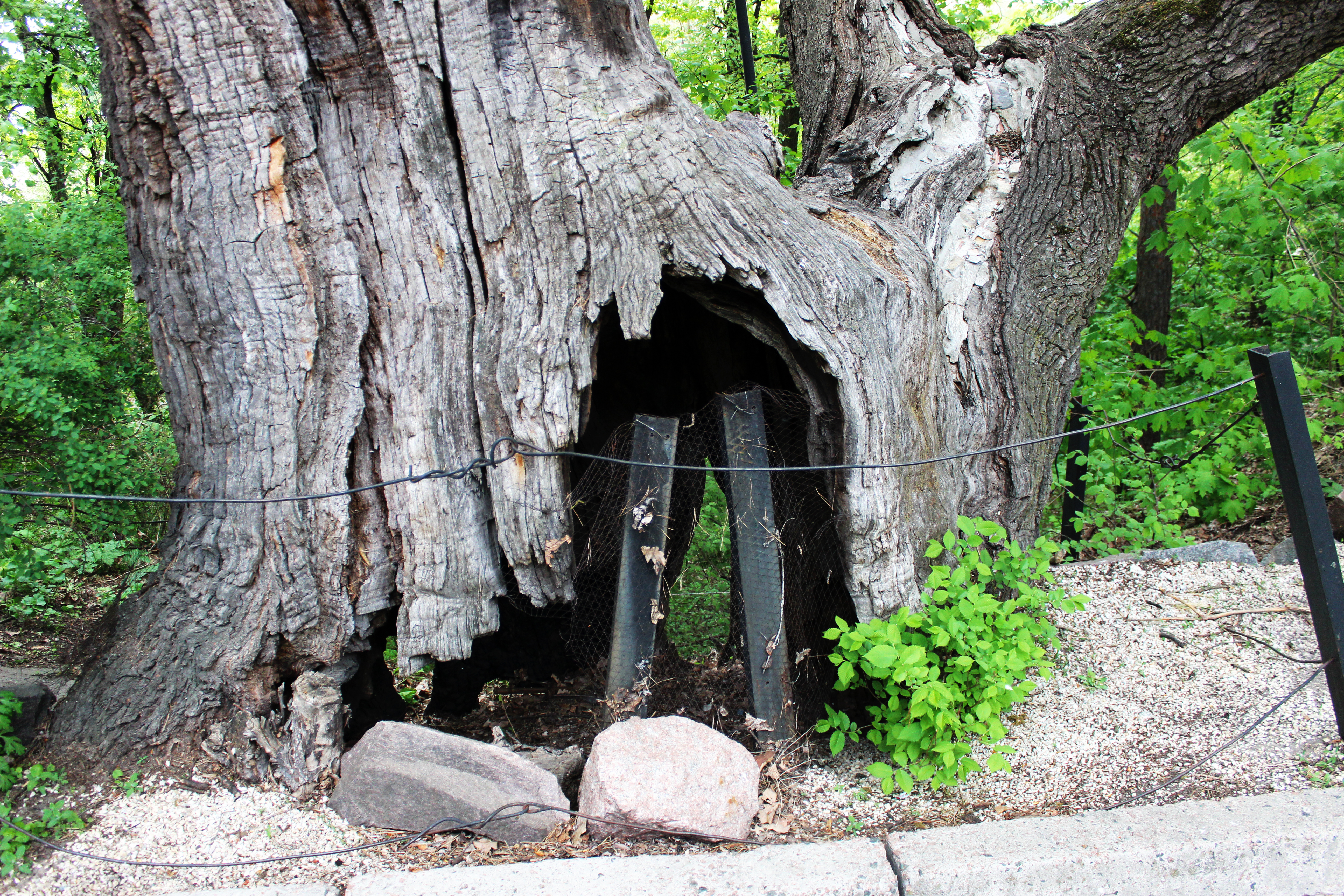
Дупло
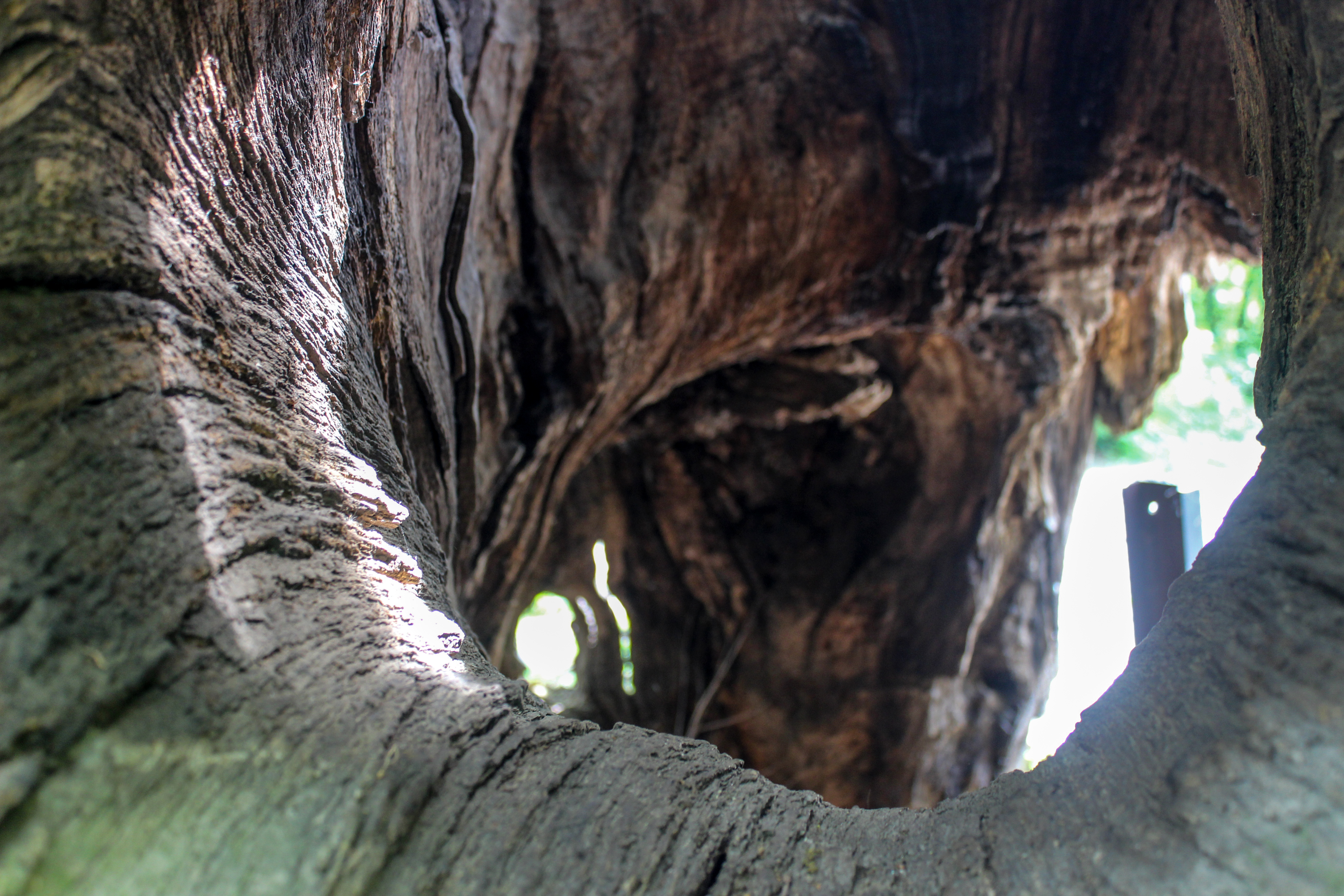
Дупло